# Fugleberget (Jan Mayen)
Der Fugleberget („Vogelberg“) ist ein einzeln stehender Felsen auf der politisch zu Norwegen gehörenden Insel Jan Mayen.

## Geographie
Er liegt an der Nordwestküste im zentralen Teil der Insel und trennt die Maria Muschbukta im Süden von der Stasjonsbukta im Norden. Zu seinen Füßen beginnt landseitig die Nordlagune. Das Wilckektal trennt ihn vom benachbarten Mohnberget. Die Spitze des 167 m hohen Fuglebergets wird von einem charakteristischen Felsen gekrönt, der aufgrund seiner Ähnlichkeit mit einem Schloss oder Kirchengebäude Domen genannt wird. Der Name „Fugleberget“ geht auf Henrik Mohn zurück, der die Insel während der Norwegischen Nordmeerexpedition 1877 besuchte. Mit Carl Fredrik Wille (1830–1913), dem Kapitän des Expeditionsschiffs Vøringen, erstellte er eine verbesserte Karte Jan Mayens und benannte dabei zahlreiche geographische Objekte.

## Geologie
Der Fugleberget ist der Rest eines geologisch jungen, unter dem Einfluss des Meeres erodierten Vulkankraters, von dem nur der östliche Rand übriggeblieben ist. Er entstand bei einer submarinen Eruption zu einer Zeit, als der Meeresspiegel 20 m über dem heutigen Niveau lag.

## Geschichte
Im Ersten Internationalen Polarjahr 1882/83 unterhielt die österreichische Expedition nach Jan Mayen ihre Beobachtungsstation im Wilczektal an der Maria Muschbukta am Fuß des Fuglebergets.